# 巴特贝尔齐希
巴特贝尔齐希（德語：Bad Belzig，發音：[baːt ˈbɛltsɪç] ⓘ）是德国勃兰登堡州波茨坦-米特尔马克县的城市，也是波茨坦-米特尔马克县的县治，面积236.07平方千米，2023年12月31日人口为11,216人。
2010年3月1日起，该市镇正式将名称前加上“巴特”（Bad，即疗养浴场）。

## 地理
巴特贝尔齐希位于勃兰登堡州波茨坦-米特尔马克县的上弗莱明自然公园范围内，市镇辖境内的哈格尔山海拔200米，是北德平原的最高峰之一。泰姆尼茨河及其支流布伦贝格巴赫河，以及费洛伦瓦瑟河及其支流布里森巴赫河流经该市镇。德意志民主共和国地理中心位于该市镇城区北部。
巴特贝尔齐希与以下市镇相邻：戈尔措、普拉讷布鲁赫、布吕克、普拉讷塔尔、拉本施泰因、维森堡、格尔茨克、格雷本和沃林。

### 气候
该市镇每个季节的降水量大致相等，年平均降水量为607毫米。

## 政治

### 纹章
巴特贝尔齐希的纹章在1992年11月4日被批准采用。纹章为盾形，背景为蓝色，中间为银色圆形双层塔楼，塔楼上有黑色十字架、绿色圆顶和金色塔尖，塔楼左下方有一个敞开的大门。 大门右侧为小盾徽，中间有十道黄黑相间的横条和一个向右下倾斜的绿色王冠。

## 友好城市
截至2021年1月，巴特贝尔齐希与一座城市结为友好城市关系：
- 德国 下萨克森州 里特胡德